# Andrew Wilson (natation)
Pour les articles homonymes, voir Wilson et Andrew Wilson.
Andrew Wilson est un nageur américain né le 16 septembre 1993 à Londres, au Royaume-Uni. Il a remporté la médaille d'or du relais 4 × 100 m 4 nages masculin aux Jeux olympiques d'été de 2020 à Tokyo.

## Palmarès

### Jeux olympiques
- Tokyo 2020
  -  Médaille d'or du relais 4 × 100 m 4 nages (ne dispute pas la finale)

### Championnats du monde
- Gwangju 2019
  -  Médaille d'argent du relais 4 × 100 m 4 nages
  -  Médaille d'argent du relais 4 × 100 m 4 nages mixte (ne dispute pas la finale)

### Championnats du monde en petit bassin
- Hangzhou 2018
  -  Médaille d'or du relais 4 × 100 m 4 nages
  -  Médaille d'argent du relais 4 × 50 m 4 nages

### Championnats pan-pacifiques
- Tokyo 2018
  -  Médaille d'or du relais 4 × 100 m 4 nages